# Vincent Kompany
Vincent Jean Mpoy Kompany (wym. [vɛ̃ˈsɑ̃ ˈkɔ̃pani], ur. 10 kwietnia 1986 w Uccle) – belgijski piłkarz kongijskiego pochodzenia.
Występował na pozycji obrońcy, reprezentant Belgii. Brązowy medalista Mistrzostw Świata 2018.
Jego matka jest Belgijką, a ojciec Kongijczykiem. Zdobył wiele nagród, w tym Złotego Buta dla najlepszego piłkarza ligi belgijskiej.

## Kariera klubowa
Vincent Kompany jest wychowankiem Anderlechtu, do którego przybył w wieku 17 lat. Jego dobra gra w belgijskim klubie została zauważona w silniejszych ligach europejskich. Interesowały się nim takie kluby jak Arsenal, Inter Mediolan, Real Madryt, Juventus F.C., A.C. Milan czy Olympique Lyon. Z tym ostatnim wiązano największe szanse ponieważ Kompany leczył się w Lyonie po tym jak odniósł kontuzję. Ostatecznie przeszedł za kwotę 8 mln euro do Hamburgeru SV, gdzie zastąpił swojego rodaka Daniela van Buytena.
W sierpniu 2008 przeszedł za kwotę 6 milionów funtów (8,5 mln euro) do Manchesteru City. W barwach Manchesteru zadebiutował 24 sierpnia w meczu z West Hamem United. Został wybrany najlepszym graczem spotkania. 28 września w przegranym 1:2 meczu z Wigan Athletic Kompany zdobył swojego pierwszego gola dla nowej drużyny.
19 maja 2019 roku RSC Anderlecht, którego jest wychowankiem, poinformował, że Kompany wraca do drużyny, gdzie będzie pełnił rolę grającego trenera.

## Kariera trenerska
17 sierpnia 2020 poinformował, że zostanie trenerem Anderlechtu na kolejne cztery sezony. Tego samego dnia, zakończył piłkarską karierę. W dniu 28 maja 2024 r. Deutsche Welle podało, że Vincent Kompany został pierwszym trenerem Bayernu Monachium. Zastąpił na tym stanowisku Thomasa Tuchela.

## Kariera reprezentacyjna
W reprezentacji Belgii rozegrał 89 meczów i strzelił 4 bramki.

## Sukcesy

### RSC Anderlecht
- Mistrzostwo Belgii: 2003/2004, 2005/2006

### Hamburger SV
- Puchar Intertoto: 2007

### Manchester City
- Mistrzostwo Anglii: 2011/2012, 2013/2014, 2017/2018, 2018/2019
- Puchar Anglii: 2010/2011
- Puchar Ligi Angielskiej: 2013/2014, 2015/2016, 2017/2018, 2018/2019
- Tarcza Wspólnoty: 2012, 2018

### Reprezentacyjne
- 3. miejsce na Mistrzostwach świata: 2018

### Indywidualne
- Belgijski Hebanowy But: 2004, 2005
- Piłkarz roku Premier League: 2012